# 유럽들고양이
유럽들고양이(Felis silvestris silvestris)는 들고양이의 아종이다. 유럽, 터키, 코카서스 산맥의 삼림과 초지에 서식한다.